# جابر الزائف

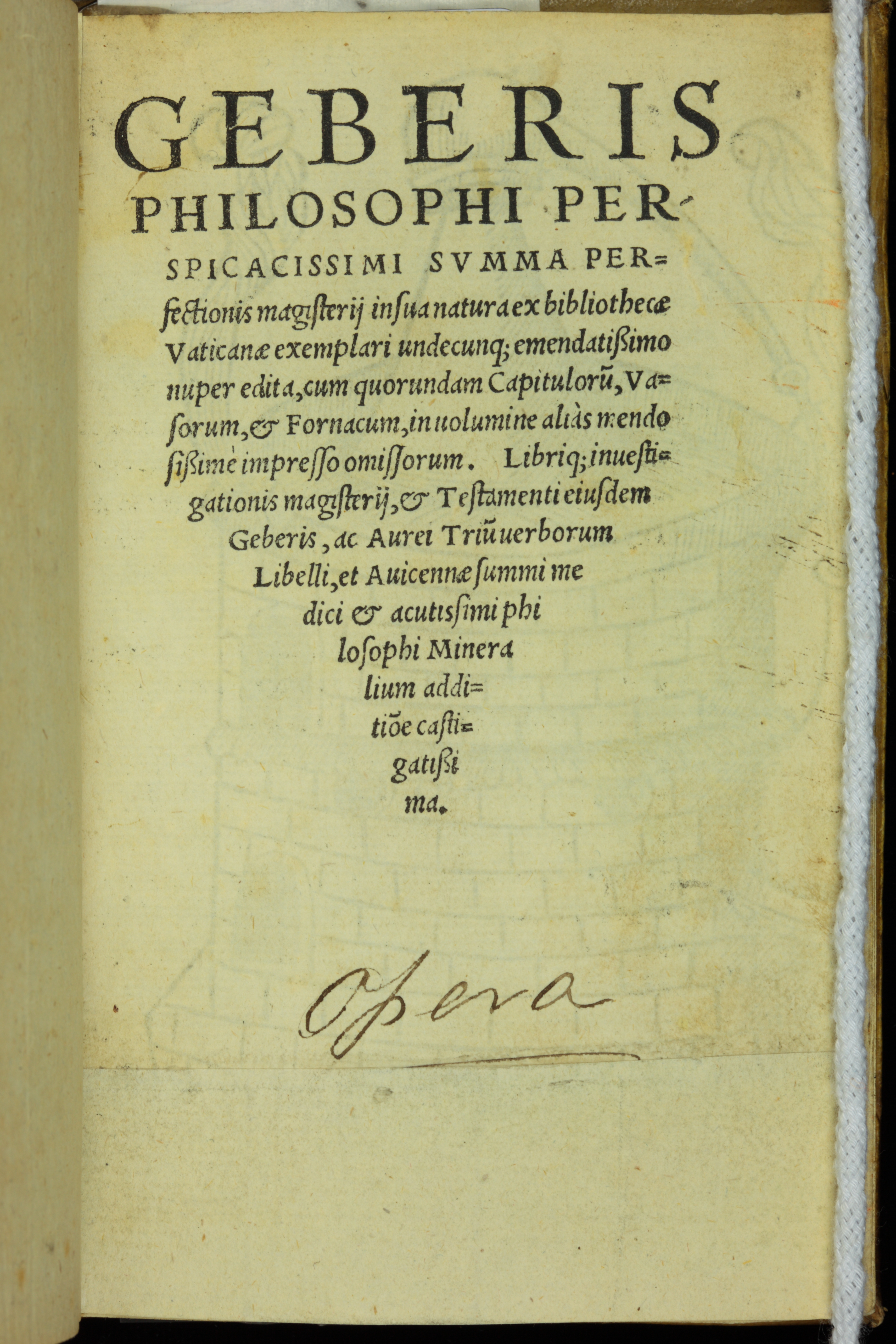
كتاب Geberis philosophi perspicacissimi, summa perfectionis magisterii, 1542

مدعي الجابرية أو جابر الزائف (Pseudo-Geber) هو الاسم الذي أطلقه بعض الباحثين الأوروبيين في تاريخ العلوم افتراضاً على خيميائي أوروبي مولود في القرن الثالث عشر، يزعم أنه بول من تارانتو Paul of Taranto؛ والذي قام بكتابة (أو ترجمة) كتب عن الخيمياء وعلم الفلزات والتعدين باللغة اللاتينية تحت اسم جابر "Geber".
يشير اسم جابر هنا إلى العالم المسلم جابر بن حيان الذي عاش في القرن التاسع الميلادي في عصر الحضارة الإسلامية. إذ يفترض الكثيرون بالمقابل أن "Geber" الوارد في المدونات الخيميائية الأوروبية هو نفسه جابر بن حيان، حيث نشطت حركة الترجمة للنصوص والرسومات إلى اللغة اللاتينية، والتي كان يذيلها باسم "Geber" بأسلوب الكتاب المنحول الذي كان شائعاً في القرون الوسطى، وذلك بأسلوب مشابه لما حدث في مجال الفلسفة الإغريقية في مدونات أرسطو الزائف.
حوت مدونات جابر الزائف على ترجمات أعمال علماء مسلمين آخرين بالإضافة إلى جابر بن حيان، مثل أبو بكر الرازي.

## اقرأ أيضاً
- جابر بن حيان
- الخيمياء والكيمياء في عصر الحضارة الإسلامية